# アフィリエイト募金
アフィリエイト募金 （アフィリエイトぼきん）とは、特定のウェブページから、特定のリンクを通じてネットショッピングを行うことでウェブページ管理者に入るアフィリエイトと呼ばれる報酬を募金に回す仕組みのことである。

## 概要
近年では、既存の団体がこれを取り入れる場合も多くあり、赤い羽根共同募金なども行われている。

## 関連
- チャリティー
- アクセス募金